# Roberti (famiglia)
Roberti, nobile famiglia originaria di Bologna.
Nel 1115 la famiglia venne infeudata dalla contessa Matilde di Canossa delle terre di San Martino in Rio. Nel 1368 i Roberti, con l'investitura imperiale di Carlo IV, si assicurarono il possesso del feudo fino al 1420, anno in cui iniziarono gli scontri con gli Estensi, che portarono la famiglia dei Roberti ad abbandonare San Martino.

## Esponenti illustri

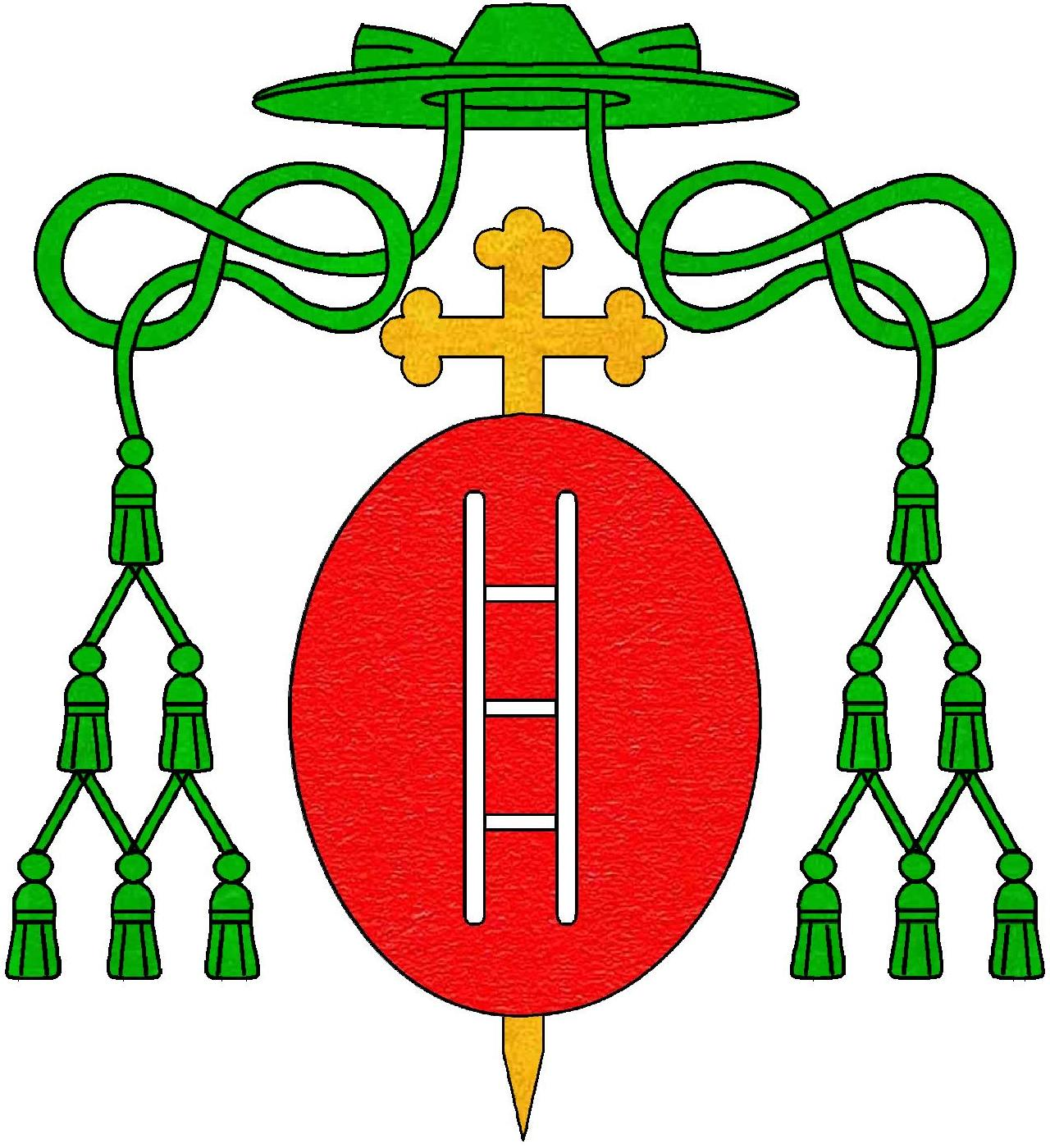
Stemma del vescovo Alberto Roberti: Di rosso, alla scala di tre pioli, d'oro, posta in palo.

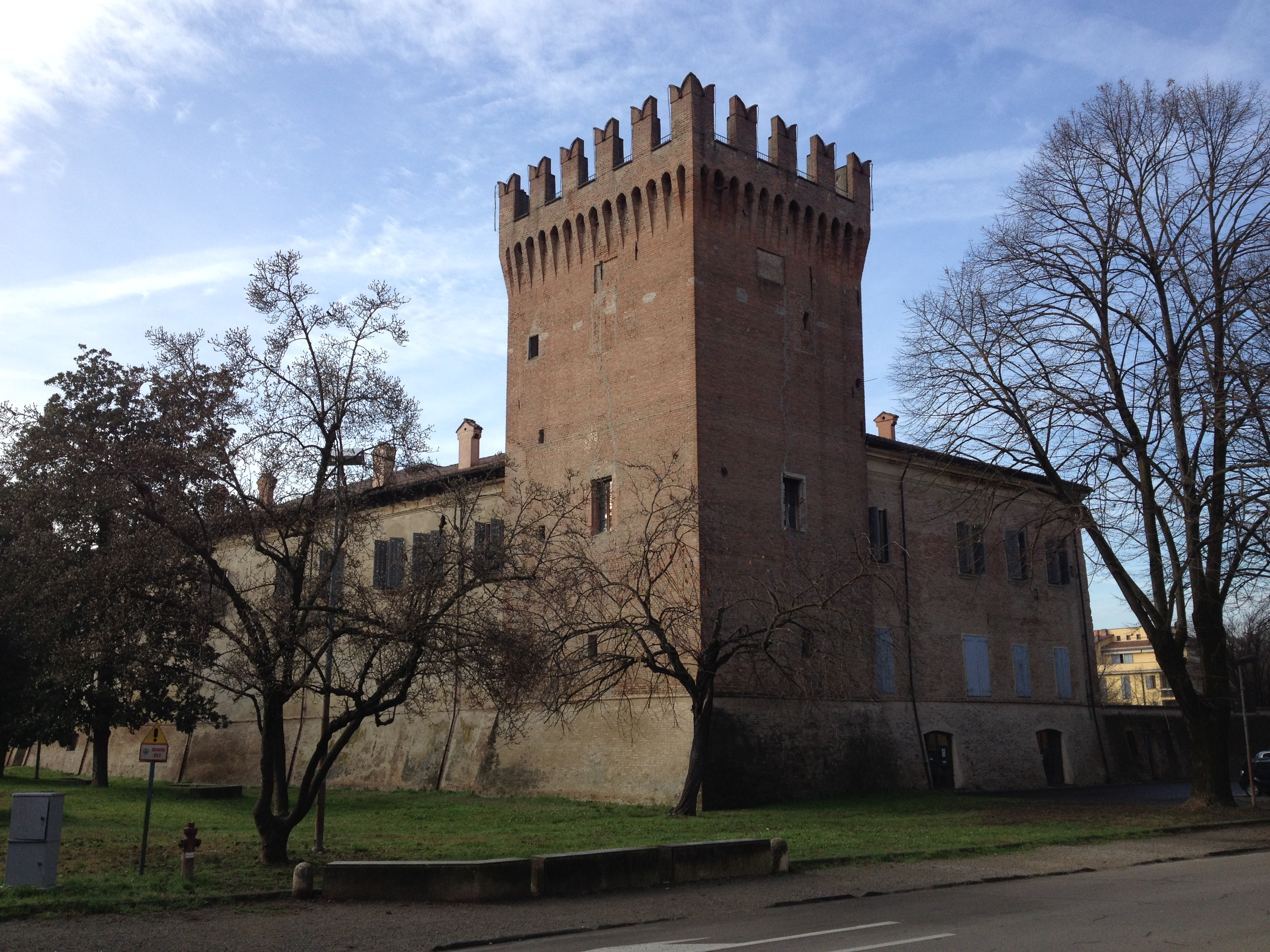
Torrione della rocca di San Martino in Rio edificata dai Roberti.

- Guido Roberti da Castello (1233/1238-1315ca.), politico;[5]
- Alberto Roberti (?-1246), vescovo di Brescia e dal 1226 patriarca latino di Antiochia;
- Manfredo Roberti (?-1268), vescovo di Verona;
- Gherardo Roberti detto "di Tripoli" (1260-1332), podestà di Bologna;
- Niccolò Roberti (1310-1379), signore di San Martino in Rio;
- Ugo Roberti (?-1409), vescovo di Padova e patriarca di Gerusalemme.